# Etienne Stott
Pour les articles homonymes, voir Stott.
Etienne Stott, né le 30 juin 1979 à Manchester, est un céiste britannique.

## Biographie
Sa victoire en C2 aux Jeux olympiques d'été de 2012 à Londres, avec son ami Timothy Baillie, crée la surprise. Il est élevé « au rang de héros national, de ceux qui gagnent le droit de rencontrer la reine ».
Sa carrière de céiste s'achève en 2016. Il s'est ensuite consacré à la lutte contre le changement climatique, en fondant notamment sa propre association, « Champions for Earth », dans laquelle il milite pour rallier des sportifs à cette cause. La prise de conscience provient de son constat d'aberrations écologiques trouvant leur origine dans des installations sportives de haut niveau, « l’absurdité du « camp d’entraînement de Dubaï, au milieu du désert, sur une rivière artificielle » — la ville des Émirats arabes unis dispose en effet d’un camp d’entraînement d’hiver —, ou l’indécence d’un « bassin de Rio construit au milieu d’une favela » à la chaleur suffocante ». Dans le cadre de son engagement, il est devenu végétarien, puis végane, et a arrêté de prendre l'avion.
Il rejoint Extinction Rebellion en 2018. Sa participation à différentes actions lui occasionnent dix arrestations et deux condamnations.

## Palmarès

### Jeux olympiques
- 2012 à Londres
  -  Médaille d'or en C2 avec Timothy Baillie

### Championnats du monde de slalom
- 2009 à La Seu d'Urgell
  -  Médaille de bronze en relais 3xC2
- 2011 à Bratislava
  -  Médaille de bronze en relais 3xC2

### Championnats d'Europe de slalom
- 2009 à Nottingham
  -  Médaille d'argent en relais 3xC2
  -  Médaille de bronze en C2
- 2010 à Augsbourg
  -  Médaille d'or en relais 3xC2
- 2010 à Bratislava
  -  Médaille de bronze en relais 3xC2